# American Athletic
A American Athletic é uma empresa de artigos esportivos voltada para a ginástica, incluídas as cheerleading, chamadas no Brasil de "animadoras de torcida", fundada em 1974 em Jefferson, Iowa, operando então com 145 funcionários. A AAI é parceira e fornecedora oficial para a Federação de Ginástica dos Estados Unidos e parceira da Federação Internacional de Ginástica.